# 雅爾迪諾波利斯 (聖卡塔琳娜州)

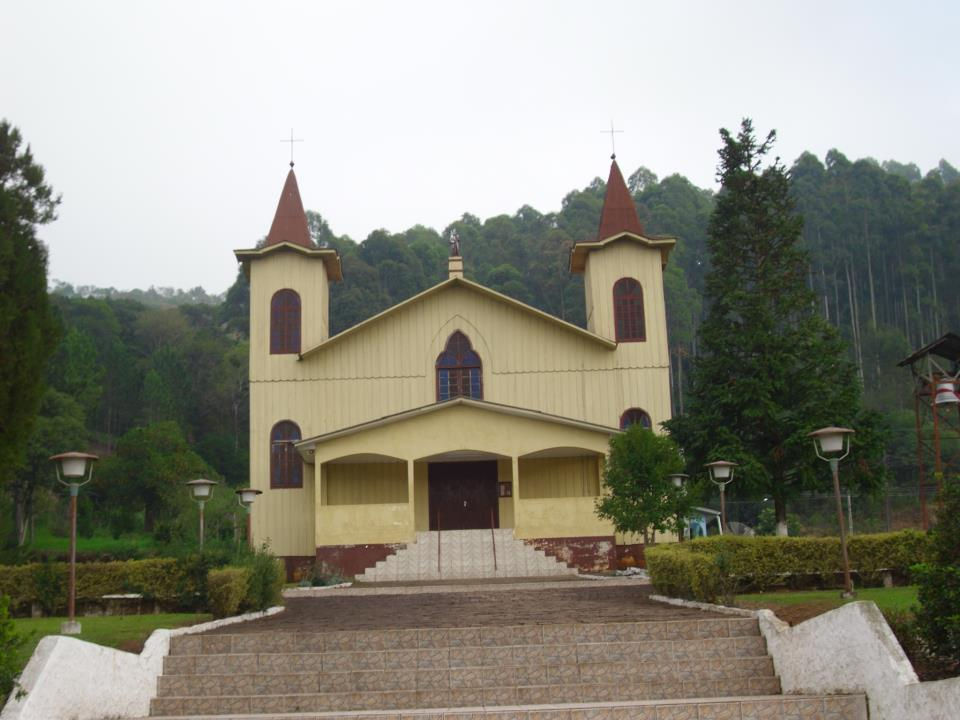
雅爾迪諾波利斯的教堂

雅爾迪諾波利斯（葡萄牙語：Jardinópolis），是巴西的城鎮，位於該國南部，由聖卡塔琳娜州負責管轄，始建於1992年3月20日，面積68平方公里，海拔高度525米，2010年人口1,766，人口密度每平方公里25.93人。